# Coleophora apythana
Coleophora apythana is een vlinder uit de familie kokermotten (Coleophoridae). De wetenschappelijke naam is voor het eerst geldig gepubliceerd in 1989 door Falkovitsh.
De soort komt voor in Europa.